# N-etilpropanamina
La N-etilpropanamina es una amina secundaria con fórmula molecular C5H13N.
- Datos: Q6036773